# Blau de Prússia
|  | Per a altres significats, vegeu «Blau de Prússia (novel·la)». |

El blau de Prússia (en alemany Preußischblau) és un pigment blau fosc utilitzat en pintura.
No s'ha de confondre amb l'atzurita, un pigment antigament dit atzur d'Alemanya o blau d'aram que era no tan preat com el blau d'ultramar, a causa la seva alterabilitat que el feia ennegrir per oxidació.
Fou descobert accidentalment pel pintor Heinrich Diesbach a Berlín el 1704 o 1705.
La fórmula química del blau de Prússia és Fe₇(CN)18(H₂O)x, en què x varia de 14 a 18. És un ferrocianur fèrric que dona una coloració violada quan és dissolt en tartrat d'amoni.

## Altres usos
A part dels usos pictòrics, el blau de Prússia s'utilitza per a tractar les intoxicacions i les contaminacions de tal·li.
També es fa servir en mecànica de l'automòbil per a verificar l'ajustament d'engranatges.